# Gli uomini e le donne sono uguali
Gli uomini e le donne sono uguali è un brano di Cesare Cremonini. È il primo singolo da solista del cantante bolognese dopo lo scioglimento dei Lùnapop ed anticipa l'uscita dell'album Bagùs.
Il brano tratta il tema dei rapporti uomo-donna e, secondo Cremonini
Cremonini definisce inoltre il brano un "corpo estraneo" in "Bagùs", considerandolo del tutto diverso dallo stile del disco, tracciando un parallelo con quello che era "50 Special" rispetto a "...Squérez?".

## Il singolo
Il singolo del brano, uscito nei negozi il 30 agosto 2002 è entrato in classifica direttamente all'ottava posizione per rimanervi per 12 settimane.
Il singolo contiene anche Gli uomini e le donne sono tranquilli, una versione lounge del brano Gli uomini e le donne sono uguali (di cui vengono mantenuti la melodia principale ed alcuni passaggi cantati) e Verrei, rifacimento del brano Vorrei (contenuto nell'album ...Squérez?) ricantato in chiave jazz con la partecipazione al sassofono di Chicco Montefiori dei Montefiori Cocktail.

### Tracce

#### Prima versione
1. Gli uomini e le donne sono uguali
2. Gli uomini e le donne sono tranquilli
3. Verrei

#### Seconda versione
1. Gli uomini e le donne sono uguali
2. Gli uomini e le donne sono tranquilli

## Classifiche
| Posizione | 39 | 11 | 8 | 12 | 11 | 13 | 19 | 18 | 17 |

| Posizione | 7 | 3 | 5 | 2 | 2 | 2 | 3 | 2 | 7 | 5 | 2 | 7 |